# John Hagart
John Hagart (novembro de 1937 - 1 de junho de 2010) foi um futebolista e treinador de futebol escocês.